# Thecodiplosis
Thecodiplosis is een muggengeslacht uit de familie van de galmuggen (Cecidomyiidae).

## Soorten
- T. brachyntera

Naaldverkortende galmug (Schwagrichen, 1835)
- T. brachynteroides (Osten Sacken, 1862)
- T. piniradiatae (Snow and Mills, 1900)
- T. piniresinosae Kearby, 1963
- T. pinirigidae (Packard, 1878)